# ميتروبولي (كارديتسا)
ميتروبولي (Μητρόπολη) هي مدينة في كارديتسا في مقاطعة فوريا إلادا في اليونان.